# Погожев, Александр Васильевич
Александр Васильевич Погожев (1853—1913) — русский санитарный врач, статистик, публицист, автор многочисленных работ по статистике труда, фабричному законодательству, профессиональной гигиене, промышленной медицине.

## Биография
Из дворян. Окончил 2-ю Московскую гимназию и медицинский факультет Московского университета в 1879 году, до 1901 года работал санитарным врачом в Московское губернское земство. В 1879—1885 годах под руководством профессора Ф. Ф. Эрисмана совместно с Е. М. Дементьевым провёл большое обследование санитарного состояния фабрик и заводов Московской губернии. В 1902—1903 годах Погожев был редактором первого в России журнала по гигиене труда — «Промышленность и здоровье». Работая в 1903—1905 годах в Центральном статистическом комитете Министерства внутренних дел, подготовил капитальное исследование «Учёт численности и состава рабочих в России» (1906) — ценный источник для изучения состава промышленного пролетариата России начала XX века. Этот труд был издан Императорской Академией наук по инициативе академика И. И. Янжула и получил большую золотую медаль Русского географического общества.
На Всемирной выставке 1900 года в Париже организовал русский отдел социальной экономии.
Жена — Анна Васильевна Погожева (1865—1908), деятель народного образования.
В 1910 году при юридическом факультете Московского университета основал Социальный музей имени А. В. Погожевой, в основу которого легли коллекции Погожева.
Один из членов-учредителей Общества имени А. И. Чупрова для разработки общественных наук.
Автор многочисленных статей по разнообразным вопросам общественной медицины и профессиональной гигиены, по фабричной филантропии в Германии и России, по истории фабрично-санитарного законодательства в России, по устранению «фабричной волокиты», по истории профессиональной гигиены и пр. печатались в «Вестнике Европы», «Русской мысли», «Русском богатстве», «Русских ведомостях», «Новостях», «Медицинском обозрении», «Медицинской беседе» и других периодических изданиях. Отдельными книгами вышли:
- «История съездов естествоиспытателей и врачей в Западной Европе и в России» (М., 1890)
- «Обзоры технических съездов» (1897)
- «Очерки фабричного быта в Германии и в России» (1882).